# Ynet
Ynet est un site Internet israélien diffusant des informations générales lancé en juin 2000. Il fait partie du même groupe que le Yediot Aharonot, le premier quotidien du pays. Ynet est le portail web le plus populaire d'Israël,.
Le site est en hébreu. De 2003 à mai 2005, il existe une version en arabe de Ynet. Il existe, depuis 2004, une version en anglais du site (Ynetnews).
Les bureaux de Ynet sont situés à Rishon LeZion.
Selon une étude publiée aux Presses Universitaires d'Oxford, des médias israéliens, en particulier ceux appartenant au groupe Yedioth (qui détient le site d'information Ynet, N12, la chaîne de télévision commerciale Hot, la société de télévision par câble Yediot Tikshoret, le groupe de journaux hebdomadaires Vesti,  le magazine féminin hebdomadaire La'Isha, etc.) publient des articles et des interviews à l'instigation du gouvernement israélien, sans déclarer de lien avec le gouvernement - ces publications visant à susciter un sentiment pro-israélien. Ynet publie en ligne des vidéos promotionnelles produites par le Ministère des Affaires stratégiques, et trois entretiens avec un haut responsable du Ministère (entretiens payés par le Ministère).